# Pornothemis serrata
Pornothemis serrata är en trollsländeart som beskrevs av Krüger 1902. Pornothemis serrata ingår i släktet Pornothemis och familjen segeltrollsländor. Inga underarter finns listade i Catalogue of Life.